# Extraliga (Slowakei)
Die Extraliga, seit 2025 offiziell Tipsport liga nach dem Sponsor Tipsport, ist seit 1993 die höchste Spielklasse im slowakischen Eishockey.

## Geschichte
Die Liga entstand 1993 nach dem Ende der Tschechoslowakei aus der Teilung der höchsten tschechoslowakischen Spielklasse, der 1. Liga, in eine tschechische und eine slowakische Profiklasse. Von der Saison 1993/94 bis 1997/98 trug die Liga den offiziellen Namen Extraliga, seit 1998 werden zudem verschiedene Sponsorennamen im Titel geführt, so hieß die Spielklasse bis 2001 West Extraliga, weitere Namen waren Boss Extraliga, ST Extraliga und T-Com Extraliga. Vom 16. Januar 2007 bis November 2011 trug die Liga den offiziellen Namen Slovnaft Extraliga, anschließend hieß sie Tipsport Extraliga. Vor der Saison 2015/16 wurde die Liga in Tipsport liga umbenannt.

Logo der Slovnaft Extraliga 2006–2011
Logo der Liga von 2011 bis 2020

Die slowakische Extraliga gilt als die finanziell schwächste unter Europas Top-7-Ligen. In der Champions Hockey League wurde sie zunächst ob der Erfolge im Europapokal als Nummer fünf eingestuft und erhielt damit einen festen Startplatz. Die Budgets der Clubs und Löhne entsprechen etwa der Schweizer Nationalliga B, wobei die Unterschiede zwischen den Top-Teams wie HC Košice und den hinteren Teams groß sind. Die besten Talente verlassen das Land früh, vor allem ins Nachbarland Tschechien oder nach Nordamerika.
2001 wurde die Liga auf zehn Mannschaften aufgestockt. Diese Anzahl wurde bis 2007 beibehalten, nur der Auf- und Abstiegsmodus wurde mehrfach geändert. Erst zur Saison 2007/08 hin wurde eine größere Änderung eingeführt: Die U20-Nationalmannschaft nahm an der Extraliga teil und ist mit dem Aufsteiger Kežmarok Teil einer Ligaerweiterung auf zwölf Mannschaften. Seit der Saison 2010/11 wird die Liga nur noch mit elf Teilnehmern, darunter die U20-Nationalmannschaft, ausgetragen.
Mit der Aufnahme des HC Slovan Bratislava in die Kontinentale Hockey-Liga 2012 wurde ŠHK 37 Piešťany als Nachrücker in die Extraliga aufgenommen.
Zur Saison 2018/19 nahm die Extraliga zwei ungarische Mannschaften auf: DVTK Jegesmedvék aus Miskolc und MAC Budapest. Die beide Clubs waren die Finalisten der ungarisch-rumänischen MOL Liga bzw. Ersten Liga in den letzten drei Jahren. Die Aufnahme der Teams wurde von der ungarischen Regierung mit ca. 1,8 Millionen Euro unterstützt.

## Teilnehmer der Saison 2025/26
| Klub                     | Standort          | Stadion                           | Kapazität |
| ------------------------ | ----------------- | --------------------------------- | --------- |
| HC Prešov                | Prešov            | Zimný štadión Prešov              | 3.600     |
| HC Košice                | Košice            | Steel Aréna                       | 8.347     |
| HC 05 Banská Bystrica    | Banská Bystrica   | Tipsport aréna Banská Bystrica    | 3.016     |
| Vlci Žilina              | Žilina            | Zimný štadión Vojtecha Závodského | 6.200     |
| HK Dukla Trenčín         | Trenčín           | Zimný štadión Pavla Demitru       | 6.300     |
| HK Nitra                 | Nitra             | Tipsport aréna Nitra              | 3.600     |
| HK Poprad                | Poprad            | Zimný štadión Poprad              | 4.233     |
| HKM Zvolen               | Zvolen            | TiposBet aréna Zvolen             | 5.675     |
| MHK 32 Liptovský Mikuláš | Liptovský Mikuláš | Zimný Štadión Liptovský Mikuláš   | 3.680     |
| HK Dukla Michalovce      | Michalovce        | TiposBet aréna Michalovce         | 4.000     |
| HC Slovan Bratislava     | Bratislava        | Tipos aréna                       | 10.055    |
| HK Spišská Nová Ves      | Spišská Nová Ves  | TiposBet aréna Spišská Nová Ves   | 4.300     |

## Meister
- 1994: HC Dukla Trenčín
- 1995: HC Košice
- 1996: HC Košice
- 1997: HC Dukla Trenčín
- 1998: HC Slovan Bratislava
- 1999: HC Košice
- 2000: HC Slovan Bratislava
- 2001: HKm Zvolen
- 2002: HC Slovan Bratislava
- 2003: HC Slovan Bratislava
- 2004: HC Dukla Trenčín
- 2005: HC Slovan Bratislava
- 2006: MsHK Žilina
- 2007: HC Slovan Bratislava
- 2008: HC Slovan Bratislava
- 2009: HC Košice
- 2010: HC Košice
- 2011: HC Košice
- 2012: HC Slovan Bratislava
- 2013: HKm Zvolen
- 2014: HC Košice
- 2015: HC Košice
- 2016: HK Nitra
- 2017: HC 05 Banská Bystrica
- 2018: HC 05 Banská Bystrica
- 2019: HC 05 Banská Bystrica
- 2020: kein Meister, Saison abgebrochen
- 2021: HKm Zvolen
- 2022: HC Slovan Bratislava
- 2023: HC Košice
- 2024: HK Nitra
- 2025: HC Košice

## Top-Torschützen

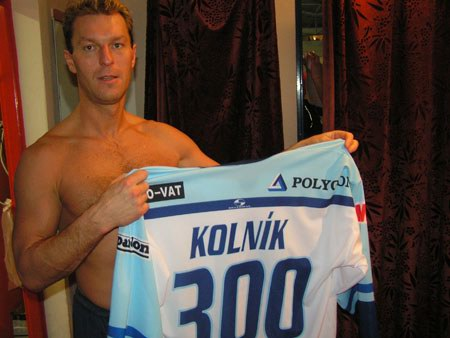
Ľubomír Kolník, Bester Torjäger 2005/06

- 1993/94 Miroslav Šatan (HC Dukla Trenčín) 42 Tore
- 1994/95 Vlastimil Plavucha (HC Košice) 47 Tore
- 1995/96 Vlastimil Plavucha (HC Košice) 34 Tore
- 1996/97 Ján Pardavý (HC Dukla Trenčín) 42 Tore
- 1997/98 Vlastimil Plavucha (HC Košice) 37 Tore
- 1998/99 Ján Lipianský (Slovan Harvard Bratislava) 36 Tore
- 1999/00 Vlastimil Plavucha (HKm Zvolen) 49 Tore
- 2001/02 Jaroslav Török (HKm Zvolen) 38 Tore
- 2002/03 Arne Kroták (HC Košice) 35 Tore
- 2003/04 Martin Bartek (HKm Zvolen) 46 Tore
- 2004/05 Marián Gáborik (Dukla Trenčín) 33 Tore
- 2005/06 Ľubomír Kolník (HK Dynamax Nitra) 33 Tore
- 2006/07 Marek Uram (HC Slovan Bratislava) 31 Tore
- 2007/08 Martin Kuľha (HC Slovan Bratislava) 33 Tore
- 2008/09 Žigmund Pálffy (HK 36 Skalica) 52 Tore
- 2009/10 Martin Kuľha (HC Slovan Bratislava) 32 Tore
- 2010/11 Michel Miklík (HC Košice) 37 Tore
- 2011/12 Martin Kuľha (HK Poprad) 31 Tore
- 2012/13 Roman Tománek (HK Nitra) 34 Tore
- 2013/14 Roman Tomas (MsHK Garmin Žilina) 40 Tore
- 2014/15 Petr Kafka (HC 05 Banská Bystrica) 36 Tore
- 2015/16 Lukas Hvila (HC 05 Banská Bystrica) 34 Tore
- 2016/17 Ladislav Nagy (HC Košice) 29 Tore
- 2017/18 Tim Coffman (HKM Zvolen) und Matej Paulovič (HK Nitra) jeweils 33 Tore
- 2018/19 Samuel Buček (HK Nitra) 39 Tore
- 2019/20 Marcel Haščák (HC Košice) 33 Tore
- 2020/21 Marcel Haščák (HK Poprad) 45 Tore
- 2021/22 Samuel Buček (HK Nitra) 54 Tore
- 2022/23 Brant Harris (HC Slovan Bratislava) 62 Tore
- 2023/24 Samuel Buček (HK Nitra) 37 Tore
- 2024/25 Adam Cracknell (HK Poprad) 38 Tore

## All-Star-Team seit 1998
Seit der Saison 1997/98 wird nach Saisonende ein All-Star-Team der Liga gewählt.
- 1997/98 Miroslav Šimonovič – Róbert Pukalovič, Ján Varholík – Vlastimil Plavucha, Igor Rataj, Zdeno Cíger
- 1998/99 Pavol Rybár – Ľubomír Višňovský, Vladimír Vlk – Zdeno Cíger, Roman Iľjin, Igor Liba
- 1999/2000 Radovan Biegl – Ľubomír Višňovský, Róbert Pukalovič – Richard Kapuš, Zdeno Cíger, Vlastimil Plavucha
- 2000/01 Pavol Rybár – Róbert Pukalovič, Martin Hlavačka – Richard Šechný, Zdeno Cíger, Peter Fabuš
- 2001/02 Miroslav Šimonovič – Dušan Milo, Radoslav Hecl – Jaroslav Török, Richard Šechný, Juraj Halaj
- 2002/03 Pavol Rybár – Vladimír Vlk, Juraj Kledrowetz – Arne Kroták, Zdeno Cíger, Richard Kapuš
- 2003/04 Karol Križan – Petr Pavlas, Andrej Meszároš – Martin Bartek, Roman Kukumberg, Peter Fabuš
- 2004/05 Karol Križan – Ľubomír Višňovský, René Vydarený – Miroslav Šatan, Michal Handzuš, Pavol Demitra
- 2005/06 Miroslav Lipovský – Dušan Milo, Peter Podhradský – Arne Kroták, Andrej Kollár, Miroslav Kováčik
- 2006/07 Sasu Hovi – Daniel Babka, Marcel Šterbák – Marek Uram, Tibor Melichárek, Roman Kukumberg
- 2007/08 Sasu Hovi – Peter Pavlas, Martin Ivicic – Martin Hujsa, Andrei Kollar, Žigmund Pálffy
- 2008/09 Július Hudáček – Jan Hranáč, Ján Tabaček – Rudolf Huna, Juraj Mikúš, Žigmund Pálffy
- 2009/10 Július Hudáček – Peter Frühauf, Peter Mikuš – Rudolf Huna, Ján Pardavý, Žigmund Pálffy
- 2010/11 Július Hudáček – Ján Tabaček, Radoslav Suchý – Miroslav Zálešák, Arne Kroták, Stanislav Gron
- 2011/12 Branislav Konrád – Ján Tabaček, Ivan Švarný – Miroslav Šatan, Libor Hudáček, Žigmund Pálffy
- 2012/13 Tomáš Tomek – Martin Štrbák, Peter König – Lukáš Jurík, Marcel Haščák, Žigmund Pálffy
- 2013/14 Rastislav Staňa – Martin Štrbák, Peter König – Roman Tománek, Jozef Stümpel, Richard Jenčík
- 2014/15 Branislav Konrád – Adam Jánošík, Mislav Rosandič – Roman Tománek, Jozef Stümpel, Gabriel Špilár
- 2015/16 Michal Valent – Ivan Ďatelinka, Jameson Milam – David Laliberté, Juraj Majdan, Judd Blackwater
- 2016/17 Jason Bacashihua – Matthew Maione, Jameson Milam – Tomáš Surový, Marek Hovorka, Ladislav Nagy
- 2017/18 Michal Valent – Tomáš Starosta, Nick Ross – Branko Radivojevič, Michal Krištof, Éric Faille
- 2018/19 Michal Valent – Tomáš Starosta, Ivan Ďatelinka – Róbert Lantoši, Samuel Buček, Ladislav Nagy
- 2019/20 keine Vergabe
- 2020/21 Robin Rahm – Carl Ackered, Adam Drgoň – Marcel Haščák, Dávid Skokan, Radovan Bondra
- 2021/22 Marcel Melicherčík – Šimon Nemec, Matt MacKenzie – Samuel Buček, Samuel Takáč, Pavol Regenda
- 2022/23 Stanislav Škorvánek – Matt MacKenzie, Jordon Southorn – Max Gerlach, Michal Chovan, Brant Harris
- 2023/24 Stanislav Škorvánek – Ihor Mereschko, Alex Breton – Samuel Buček, Olivier Archambault, Kaspars Daugavinš

## Spieler des Jahres (Hokejista roka)
Von 1994 bis 1997 wurde der Preis nur an den besten Eishockeyspieler der Saison vergeben. Weitere Auszeichnungen kamen ab 1998 hinzu. Zwischen 1998 und 2013 wurde am Saisonende der Goldene Puck (slowakisch: zlatý puk) an die besten slowakischen Eishockeyspieler und -trainer, auch außerhalb der Extraliga, verliehen. Seit 2014 heißt die Auszeichnung Eishockeyspieler des Jahres (Hokejista roka).
Gewinner der letzten fünf Jahre
| Jahr | Bester Spieler (Hokejista roka)         | Bester Torwart (Cena Vladimíra Dzurillu) | Bester Verteidiger (Cena Róberta Švehlu) | Bester Angreifer (Cena Jozefa Golonku)  | Bester Trainer (Cena Ladislava Horského) | Beste Spielerin (Hokejistka roka)       | Bester Schiedsrichter (Cena Juraja Okoličányho) | Bester U20-Spieler (Cena Pavla Demitru) |
| ---- | --------------------------------------- | ---------------------------------------- | ---------------------------------------- | --------------------------------------- | ---------------------------------------- | --------------------------------------- | ----------------------------------------------- | --------------------------------------- |
| 2019 | Zdeno Chára                             | Jaroslav Halák                           | Erik Černák                              | Tomáš Tatar                             | Craig Ramsay                             | Nicol Čupková                           | Peter Stano                                     | Adam Liška                              |
| 2020 | Aufgrund der COVID-19-Pandemie abgesagt | Aufgrund der COVID-19-Pandemie abgesagt  | Aufgrund der COVID-19-Pandemie abgesagt  | Aufgrund der COVID-19-Pandemie abgesagt | Aufgrund der COVID-19-Pandemie abgesagt  | Aufgrund der COVID-19-Pandemie abgesagt | Aufgrund der COVID-19-Pandemie abgesagt         | Aufgrund der COVID-19-Pandemie abgesagt |
| 2021 | Erik Černák                             | Branislav Konrád                         | Erik Černák                              | Peter Cehlárik                          | Peter Oremus                             | Nicol Lucák-Čupková                     | Peter Stano                                     | Šimon Nemec                             |
| 2022 | Juraj Slafkovský                        | Patrik Rybár                             | Erik Černák                              | Juraj Slafkovský                        | Craig Ramsay                             | Nicol Lucák-Čupková                     | Peter Stano                                     | Juraj Slafkovský                        |
| 2023 | Tomáš Tatar                             | Stanislav Škorvánek                      | Martin Fehérváry                         | Tomáš Tatar                             | Dan Ceman                                | Nela Lopušanová                         | Peter Stano                                     | Dalibor Dvorský                         |
| 2024 | Juraj Slafkovský                        | Samuel Hlavaj                            | Martin Fehérváry                         | Juraj Slafkovský                        | Antonín Stavjaňa                         | Lucia Halušková                         | Peter Stano                                     | Juraj Slafkovský                        |